# Ségrie
Ségrie ist eine Gemeinde mit 599 Einwohnern (Stand: 1. Januar 2022) in Frankreich. Sie liegt im Département Sarthe und in der Region Pays de la Loire. Ségrie gehört zum Arrondissement Mamers und zum Kanton Sillé-le-Guillaume (bis 2015: Kanton Beaumont-sur-Sarthe). Die Einwohner werden Belmontais genannt.

## Geografie
Ségrie liegt etwa 25 Kilometer nordwestlich von Le Mans. Umgeben wird Ségrie von den Nachbargemeinden Saint-Aubin-de-Locquenay und Moitron-sur-Sarthe im Norden, Saint-Christophe-du-Jambet im Norden und Nordosten, Assé-le-Riboul im Osten, Vernie im Süden, Pezé-le-Robert im Westen sowie Montreuil-le-Chétif im Nordwesten. 

## Einwohnerentwicklung
| 1962                      | 1968 | 1975 | 1982 | 1990 | 1999 | 2006 | 2012 |
| ------------------------- | ---- | ---- | ---- | ---- | ---- | ---- | ---- |
| 813                       | 781  | 659  | 581  | 533  | 586  | 594  | 620  |
| Quelle: Cassini und INSEE |      |      |      |      |      |      |      |

## Sehenswürdigkeiten
- Kirche Notre-Dame aus dem 12. Jahrhundert, Monument historique seit 1912

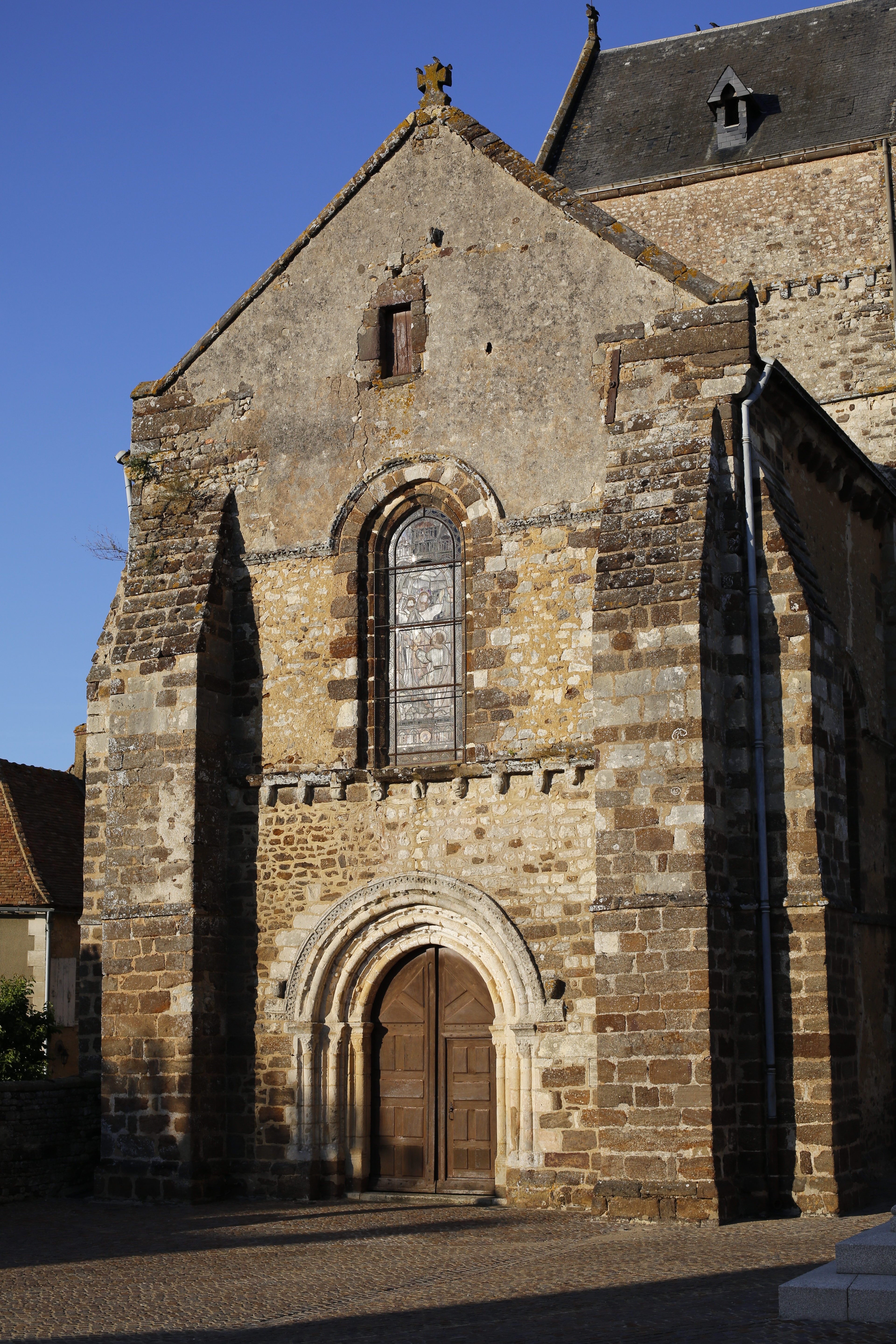
Kirche Notre-Dame

## Persönlichkeiten
- Pierre Augustin Dangeard (1862–1947), Biologe und Pilzwissenschaftler